# Kathy Stobart
 (août 2024).
Florence Kathleen "Kathy" Stobart, née le 1er avril 1925 à South Shields, Angleterre et morte le 5 juillet 2014, est une saxophoniste de jazz anglaise jouant principalement du saxophone ténor.
Stobart est née dans la ville côtière de South Shields, au nord-est de l'Angleterre. Enfant, elle apprend d'abord le piano.
Après avoir opté pour le saxophone, elle joue d'abord à 14 ans dans l'orchestre féminin de Don Rico, puis localement à Newcastle. Elle s'installe ensuite à Londres dans les années 1940, jouant avec Denis Rose, Ted Heath et Jimmy Skidmore. Dans la même décennie, elle joue avec Art Pepper, Peanuts Hucko ou encore le pianiste Art Thompson avec qui elle est brièvement mariée. Elle tourne avec Vic Lewis en 1949 puis, en 1950-51, dirige son propre groupe dans lequel on trouve Derek Humble, Dill Jones, et le trompettiste Bert Courtley. Elle épouse ce dernier en 1951, ils resteront mariés jusqu'à la mort de Courtley en 1969.
Dans les années 1950 et 1960, elle se retire de la scène pour élever ses enfants.
De 1969 à 1977, elle joue aux côtés de Humphrey Lyttelton, de Joe Temperley. Elle dirige ensuite ses propres groupes, avec notamment Harry Beckett, John Burch, et Lennie Best. Au cours de sa carrière, elle joue avec de nombreux musiciens comme Johnny Griffin, Al Haig, Earl Hines, Buddy Tate, Zoot Sims, Marian McPartland, et Dick Hyman.

## Sources
- Leonard Feather et Ira Gitler, The Biographical Encyclopedia of Jazz. Oxford, 1999, pp. 624-625.